# Шоколадно-белый веслоног
Шоколадно-белый веслоног (лат. Nyctixalus pictus) — вид бесхвостых земноводных из семейства веслоногих лягушек.
Общая длина достигает 3—3,8 см. Самцы немного меньше самок. Морда вытянута. Барабанная перепонка хорошо заметна, но небольшая, значительно меньше диаметра глаза. Туловище тонкое и изящное. Задние лапы длинные. На концах пальцев развиты небольшие округлые присоски. На пальцах задних конечностей развита небольшая, менее трети длины пальцев, перепонка. Кожа на спине, голове и верхней стороне лап покрыта мелкими бугорками. Окраска ярко-красная или оранжевая с небольшими многочисленными белыми пятнышками. Верхняя часть радужки глаза белая, а нижняя окрашена в цвет спины.
Любит первичные, старые вторичные леса, равнинные и холмистые местности. Встречается на высоте от 50 до 700, иногда даже до 1600 метров над уровнем моря. Ведёт древесный образ жизни. Живёт на деревьях и кустарниках. Встречается преимущественно на листьях, на высоте от 3 метров и выше. Питается мелкими насекомыми.
Яйцекладущая лягушка. Самцы группами по 2—4 особей собираются вокруг небольших временных водоёмов, образующиеся в развилках ветвей и полостях коры. Головастики длиной 5,3 см развиваются в таких временных водоёмах.
Вид распространён на юге Таиланда, в Малайзии, на островах Суматра, Калимантан, Ментавай (Индонезия), Палаван (Филиппины).